# Sosnowiec (Marianek)
Sosnowiec – część wsi Marianek w Polsce, położona w województwie łódzkim, w powiecie piotrkowskim, w gminie Gorzkowice.
W latach 1975–1998 Sosnowiec administracyjnie należał do województwa piotrkowskiego.